# Marjorie Margolies-Mezvinsky

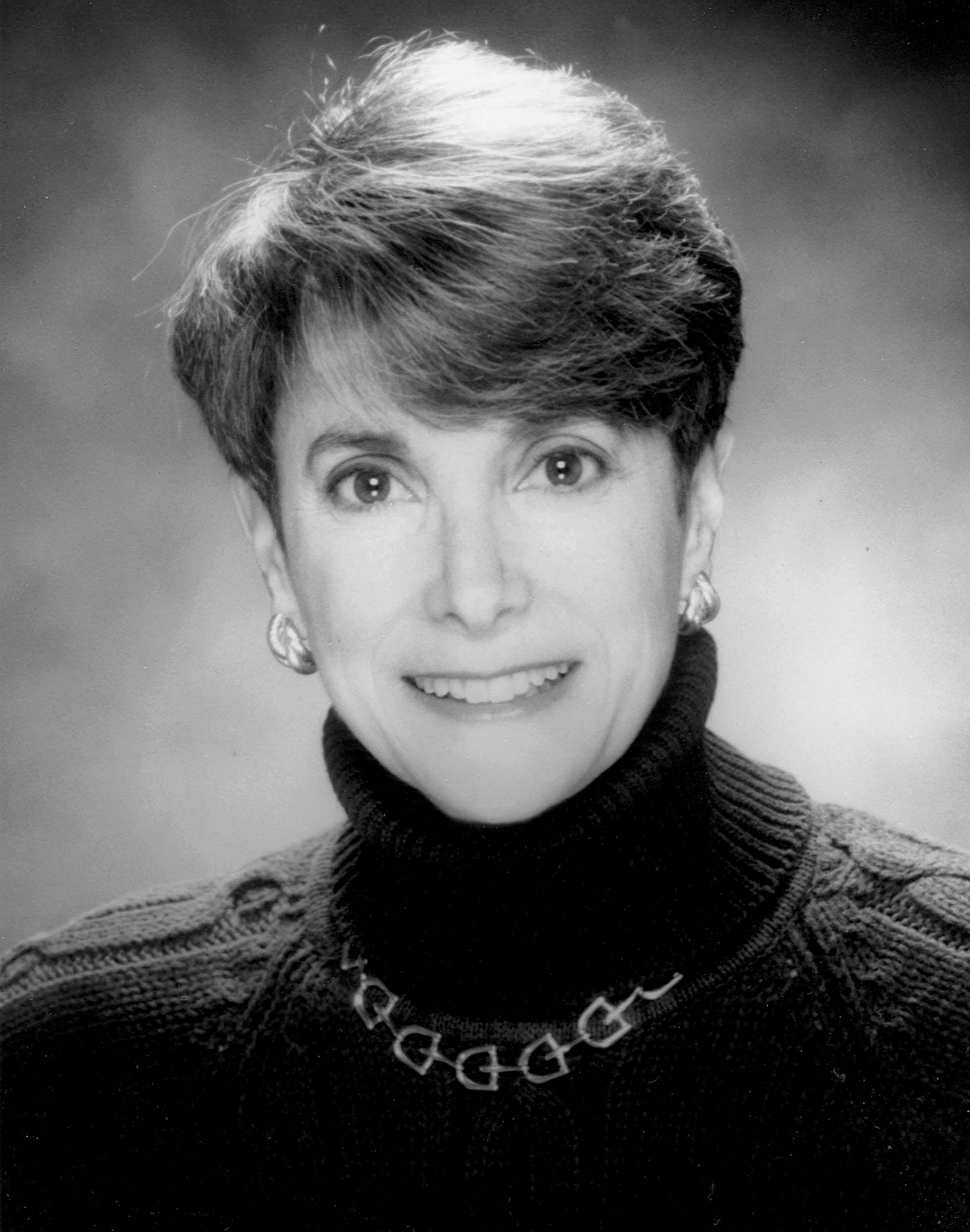
Marjorie Margolies-Mezvinsky

Marjorie Margolies-Mezvinsky (ur. 21 czerwca 1942 w Filadelfii) – amerykańska dziennikarka i polityk.

## Życiorys
Urodziła się w Filadelfii. Jest absolwentką University of Pennsylvania w 1963. Była dziennikarką. Zdobyła pięć nagród Emmy za swoją pracę. Pracowała jako dziennikarz telewizyjny w WCAU-TV od 1967 do 1969. Była korespondentem Today Show. Była politykiem Partii Demokratycznej. Od 1993 do 1995 była członkiem Izby Reprezentantów USA.

## Rodzina
Od 1975 do 2007 jej mężem był Edward Mezvinsky. Z tego związku ma dwóch synów i troje dzieci adoptowanych.